# Șpîrkî, Bar
Șpîrkî (în ucraineană Шпирки) este un sat în comuna Haiove din raionul Bar, regiunea Vinnița, Ucraina.

## Demografie
Componența lingvistică a localității Șpîrkî
     Ucraineană (98,03%)
     Rusă (1,64%)
     Alte limbi (0,33%)
Conform recensământului din 2001, majoritatea populației localității Șpîrkî era vorbitoare de ucraineană (98,03%), existând în minoritate și vorbitori de rusă (1,64%).